# Athlétisme aux Jeux olympiques d'été de 1976, résultats détaillés
Résultats détaillés des épreuves d'Athlétisme aux Jeux olympiques d'été de 1976 à Montréal.
| Courses: 100 m - 200 m - 400 m - 800 m - 1 500 m - 5 000 m - 10 000 m Obstacles: 100 m haies - 110 m haies - 400 m haies - 3 000 m steeple Sauts: Hauteur - Longueur - Triple saut - Perche Lancers: Javelot - Disque - Poids - Marteau Relais: 4 × 100 m - 4 × 400 m Épreuves combinées: Décathlon - Pentathlon Légende - Liens externes |

## 100 m
| Rang | Athlète             | Pays               | Temps   |
| ---- | ------------------- | ------------------ | ------- |
| 1    | Hasely Crawford     | Trinité-et-Tobago  | 10 s 06 |
| 2    | Don Quarrie         | Jamaïque           | 10 s 08 |
| 3    | Valeriy Borzov      | Union soviétique   | 10 s 14 |
| 4    | Harvey Glance       | États-Unis         | 10 s 19 |
| 5    | Guy Abrahams        | Panama             | 10 s 25 |
| 6    | Johnny Jones        | États-Unis         | 10 s 27 |
| 7    | Klaus-Dieter Kurrat | Allemagne de l'Est | 10 s 31 |
| 8    | Petar Petrov        | Bulgarie           | 10 s 35 |

| Rang | Athlète               | Pays                 | Temps   |
| ---- | --------------------- | -------------------- | ------- |
| 1    | Annegret Richter      | Allemagne de l'Ouest | 11 s 08 |
| 2    | Renate Stecher        | Allemagne de l'Est   | 11 s 13 |
| 3    | Inge Helten           | Allemagne de l'Ouest | 11 s 17 |
| 4    | Raelene Boyle         | Australie            | 11 s 23 |
| 5    | Evelyn Ashford        | États-Unis           | 11 s 24 |
| 6    | Chandra Cheeseborough | États-Unis           | 11 s 31 |
| 7    | Andrea Lynch          | Royaume-Uni          | 11 s 32 |
| 8    | Marlies Oelsner       | Allemagne de l'Est   | 11 s 34 |

## 200 m
| Rang | Athlète            | Pays              | Temps   |
| ---- | ------------------ | ----------------- | ------- |
| 1    | Don Quarrie        | Jamaïque          | 20 s 23 |
| 2    | Millard Hampton    | États-Unis        | 20 s 29 |
| 3    | Dwayne Evans       | États-Unis        | 20 s 43 |
| 4    | Pietro Mennea      | Italie            | 20 s 54 |
| 5    | Rui da Silva       | Brésil            | 20 s 84 |
| 6    | Bogdan Grzejszczak | Pologne           | 20 s 91 |
| 7    | Colin Bradford     | Jamaïque          | 21 s 17 |
| 8    | Hasely Crawford    | Trinité-et-Tobago | 79 s 60 |

| Rang | Athlète             | Pays                 | Temps      |
| ---- | ------------------- | -------------------- | ---------- |
| 1    | Bärbel Eckert       | Allemagne de l'Est   | 22 s 37 OR |
| 2    | Annegret Richter    | Allemagne de l'Ouest | 22 s 39    |
| 3    | Renate Stecher      | Allemagne de l'Est   | 22 s 47    |
| 4    | Carla Bodendorf     | Allemagne de l'Est   | 22 s 64    |
| 5    | Inge Helten         | Allemagne de l'Ouest | 22 s 68    |
| 6    | Tetiana Prorochenko | Union soviétique     | 23 s 03    |
| 7    | Denise Robertson    | Australie            | 23 s 05    |
| 8    | Chantal Réga        | France               | 23 s 09    |

## 400 m
| Rang | Athlète            | Pays        | Temps   |
| ---- | ------------------ | ----------- | ------- |
| 1    | Alberto Juantorena | Cuba        | 44 s 26 |
| 2    | Fred Newhouse      | États-Unis  | 44 s 40 |
| 3    | Herman Frazier     | États-Unis  | 44 s 95 |
| 4    | Alfons Brijdenbach | Belgique    | 45 s 04 |
| 5    | Maxie Parks        | États-Unis  | 45 s 24 |
| 6    | Rick Mitchell      | Australie   | 45 s 40 |
| 7    | David Jenkins      | Royaume-Uni | 45 s 57 |
| 8    | Jan Werner         | Pologne     | 45 s 63 |

| Rang | Athlète           | Pays               | Temps      |
| ---- | ----------------- | ------------------ | ---------- |
| 1    | Irena Szewińska   | Pologne            | 49 s 29 WR |
| 2    | Christina Brehmer | Allemagne de l'Est | 50 s 51    |
| 3    | Ellen Streidt     | Allemagne de l'Est | 50 s 55    |
| 4    | Pirjo Häggman     | Finlande           | 50 s 56    |
| 5    | Rosalyn Bryant    | États-Unis         | 50 s 65    |
| 6    | Sheila Ingram     | États-Unis         | 50 s 90    |
| 7    | Riitta Salin      | Finlande           | 50 s 98    |
| 8    | Debra Sapenter    | États-Unis         | 51 s 66    |

## 800 m
| Rang | Athlète            | Pays                 | Temps            |
| ---- | ------------------ | -------------------- | ---------------- |
| 1    | Alberto Juantorena | Cuba                 | 1 min 43 s 50 WR |
| 2    | Ivo Van Damme      | Belgique             | 1 min 43 s 86    |
| 3    | Rick Wohlhuter     | États-Unis           | 1 min 44 s 12    |
| 4    | Willi Wülbeck      | Allemagne de l'Ouest | 1 min 45 s 26    |
| 5    | Steve Ovett        | Royaume-Uni          | 1 min 45 s 44    |
| 6    | Luciano Sušanj     | Yougoslavie          | 1 min 45 s 75    |
| 7    | Sriram Singh       | Inde                 | 1 min 45 s 77    |
| 8    | Carlo Grippo       | Italie               | 1 min 48 s 39    |

| Rang | Athlète           | Pays               | Temps            |
| ---- | ----------------- | ------------------ | ---------------- |
| 1    | Tatyana Kazankina | Union soviétique   | 1 min 54 s 94 WR |
| 2    | Nikolina Shtereva | Bulgarie           | 1 min 55 s 42    |
| 3    | Elfi Zinn         | Allemagne de l'Est | 1 min 55 s 60    |
| 4    | Anita Weiß        | Allemagne de l'Est | 1 min 55 s 74    |
| 5    | Svetlana Styrkina | Union soviétique   | 1 min 56 s 44    |
| 6    | Svetla Zlateva    | Bulgarie           | 1 min 57 s 21    |
| 7    | Doris Gluth       | Allemagne de l'Est | 1 min 58 s 99    |
| 8    | Mariana Suman     | Roumanie           | 2 min 02 s 21    |

## 1 500 m
| Rang | Athlète             | Pays                 | Temps         |
| ---- | ------------------- | -------------------- | ------------- |
| 1    | John Walker         | Nouvelle-Zélande     | 3 min 39 s 17 |
| 2    | Ivo Van Damme       | Belgique             | 3 min 39 s 27 |
| 3    | Paul-Heinz Wellmann | Allemagne de l'Ouest | 3 min 39 s 33 |
| 4    | Eamonn Coghlan      | Irlande              | 3 min 39 s 51 |
| 5    | Frank Clement       | Royaume-Uni          | 3 min 39 s 65 |
| 6    | Rick Wohlhuter      | États-Unis           | 3 min 40 s 64 |
| 7    | David Moorcroft     | Royaume-Uni          | 3 min 40 s 94 |
| 8    | Graham Crouch       | Australie            | 3 min 41 s 80 |

| Rang | Athlète             | Pays                 | Temps         |
| ---- | ------------------- | -------------------- | ------------- |
| 1    | Tatyana Kazankina   | Union soviétique     | 4 min 05 s 48 |
| 2    | Gunhild Hoffmeister | Allemagne de l'Est   | 4 min 06 s 02 |
| 3    | Ulrike Klapezynski  | Allemagne de l'Est   | 4 min 06 s 09 |
| 4    | Nikolina Shtereva   | Bulgarie             | 4 min 06 s 57 |
| 5    | Lyudmila Bragina    | Union soviétique     | 4 min 07 s 20 |
| 6    | Gabriella Dorio     | Italie               | 4 min 07 s 27 |
| 7    | Ellen Wellmann      | Allemagne de l'Ouest | 4 min 07 s 91 |
| 8    | Jan Merrill         | États-Unis           | 4 min 08 s 54 |

## 5 000 m
| \| Rang \| Athlète \| Pays \| Temps \| \| ---- \| ----------------------- \| -------------------- \| -------------- \| \| 1 \| Lasse Virén \| Finlande \| 13 min 24 s 76 \| \| 2 \| Dick Quax \| Nouvelle-Zélande \| 13 min 25 s 16 \| \| 3 \| Klaus-Peter Hildenbrand \| Allemagne de l'Ouest \| 13 min 25 s 38 \| \| 4 \| Rod Dixon \| Nouvelle-Zélande \| 13 min 25 s 50 \| \| 5 \| Brendan Foster \| Royaume-Uni \| 13 min 26 s 19 \| \| 6 \| Willy Polleunis \| Belgique \| 13 min 26 s 99 \| \| 7 \| Ian Stewart \| Royaume-Uni \| 13 min 27 s 65 \| \| 8 \| Aniceto Simões \| Portugal \| 13 min 29 s 38 \| |                         |                      |                |
| Rang | Athlète                 | Pays                 | Temps          |
| 1 | Lasse Virén             | Finlande             | 13 min 24 s 76 |
| 2 | Dick Quax               | Nouvelle-Zélande     | 13 min 25 s 16 |
| 3 | Klaus-Peter Hildenbrand | Allemagne de l'Ouest | 13 min 25 s 38 |
| 4 | Rod Dixon               | Nouvelle-Zélande     | 13 min 25 s 50 |
| 5 | Brendan Foster          | Royaume-Uni          | 13 min 26 s 19 |
| 6 | Willy Polleunis         | Belgique             | 13 min 26 s 99 |
| 7 | Ian Stewart             | Royaume-Uni          | 13 min 27 s 65 |
| 8 | Aniceto Simões          | Portugal             | 13 min 29 s 38 |

## 10 000 m
| \| Rang \| Athlète \| Pays \| Temps \| \| ---- \| -------------- \| ----------- \| -------------- \| \| 1 \| Lasse Virén \| Finlande \| 27 min 40 s 38 \| \| 2 \| Carlos Lopes \| Portugal \| 27 min 45 s 17 \| \| 3 \| Brendan Foster \| Royaume-Uni \| 27 min 54 s 92 \| \| 4 \| Tony Simmons \| Royaume-Uni \| 27 min 56 s 26 \| \| 5 \| Ilie Floroiu \| Roumanie \| 27 min 59 s 93 \| \| 6 \| Mariano Haro \| Espagne \| 28 min 00 s 28 \| \| 7 \| Marc Smet \| Belgique \| 28 min 02 s 80 \| \| 8 \| Bernie Ford \| Royaume-Uni \| 28 min 17 s 78 \| |                |             |                |
| Rang | Athlète        | Pays        | Temps          |
| 1 | Lasse Virén    | Finlande    | 27 min 40 s 38 |
| 2 | Carlos Lopes   | Portugal    | 27 min 45 s 17 |
| 3 | Brendan Foster | Royaume-Uni | 27 min 54 s 92 |
| 4 | Tony Simmons   | Royaume-Uni | 27 min 56 s 26 |
| 5 | Ilie Floroiu   | Roumanie    | 27 min 59 s 93 |
| 6 | Mariano Haro   | Espagne     | 28 min 00 s 28 |
| 7 | Marc Smet      | Belgique    | 28 min 02 s 80 |
| 8 | Bernie Ford    | Royaume-Uni | 28 min 17 s 78 |

## Marathon
| \| Rang \| Athlète \| Pays \| Temps \| \| ---- \| ------------------- \| ------------------ \| -------------------- \| \| 1 \| Waldemar Cierpinski \| Allemagne de l'Est \| 2 h 09 min 55 s 0 OR \| \| 2 \| Frank Shorter \| États-Unis \| 2 h 10 min 45 s 8 \| \| 3 \| Karel Lismont \| Belgique \| 2 h 11 min 12 s 6 \| \| 4 \| Don Kardong \| États-Unis \| 2 h 11 min 15 s 8 \| \| 5 \| Lasse Virén \| Finlande \| 2 h 13 min 10 s 8 \| \| 6 \| Jerome Drayton \| Canada \| 2 h 13 min 30 s 0 \| \| 7 \| Leonid Moseyev \| Union soviétique \| 2 h 13 min 33 s 4 \| \| 8 \| Franco Fava \| Italie \| 2 h 14 min 24 s 6 \| |                     |                    |                      |
| Rang | Athlète             | Pays               | Temps                |
| 1 | Waldemar Cierpinski | Allemagne de l'Est | 2 h 09 min 55 s 0 OR |
| 2 | Frank Shorter       | États-Unis         | 2 h 10 min 45 s 8    |
| 3 | Karel Lismont       | Belgique           | 2 h 11 min 12 s 6    |
| 4 | Don Kardong         | États-Unis         | 2 h 11 min 15 s 8    |
| 5 | Lasse Virén         | Finlande           | 2 h 13 min 10 s 8    |
| 6 | Jerome Drayton      | Canada             | 2 h 13 min 30 s 0    |
| 7 | Leonid Moseyev      | Union soviétique   | 2 h 13 min 33 s 4    |
| 8 | Franco Fava         | Italie             | 2 h 14 min 24 s 6    |

## 110 m haies / 100 m haies
| Rang | Athlète               | Pays               | Temps   |
| ---- | --------------------- | ------------------ | ------- |
| 1    | Guy Drut              | France             | 13 s 30 |
| 2    | Alejandro Casañas     | Cuba               | 13 s 33 |
| 3    | Willie Davenport      | États-Unis         | 13 s 38 |
| 4    | Charles Foster        | États-Unis         | 13 s 41 |
| 5    | Thomas Munkelt        | Allemagne de l'Est | 13 s 44 |
| 6    | James Owens           | États-Unis         | 13 s 73 |
| 7    | Vyacheslav Kulebyakin | Union soviétique   | 13 s 93 |
| 8    | Viktor Myasnikov      | Union soviétique   | 13 s 94 |

| Rang | Athlète            | Pays               | Temps   |
| ---- | ------------------ | ------------------ | ------- |
| 1    | Johanna Schaller   | Allemagne de l'Est | 12 s 77 |
| 2    | Tatyana Anisimova  | Union soviétique   | 12 s 78 |
| 3    | Natalya Lebedeva   | Union soviétique   | 12 s 80 |
| 4    | Gudrun Berend      | Allemagne de l'Est | 12 s 82 |
| 5    | Grażyna Rabsztyn   | Pologne            | 12 s 96 |
| 6    | Esther Roth        | Israël             | 13 s 04 |
| 7    | Valeria Stefănescu | Roumanie           | 13 s 35 |
| 8    | Ileana Ongar       | Italie             | 13 s 51 |

## 400 m haies
| \| Rang \| Athlète \| Pays \| Temps \| \| ---- \| ------------------ \| ---------------- \| ---------- \| \| 1 \| Edwin Moses \| États-Unis \| 47 s 63 WR \| \| 2 \| Michael Shine \| États-Unis \| 48 s 69 \| \| 3 \| Yauhen Hauvrylenka \| Union soviétique \| 49 s 45 \| \| 4 \| Quentin Wheeler \| États-Unis \| 49 s 86 \| \| 5 \| José Carvalho \| Portugal \| 49 s 94 \| \| 6 \| Yanko Bratanov \| Bulgarie \| 50 s 03 \| \| 7 \| Damaso Alfonso \| Cuba \| 50 s 19 \| \| 8 \| Alan Pascoe \| Royaume-Uni \| 51 s 29 \| |                    |                  |            |
| Rang | Athlète            | Pays             | Temps      |
| 1 | Edwin Moses        | États-Unis       | 47 s 63 WR |
| 2 | Michael Shine      | États-Unis       | 48 s 69    |
| 3 | Yauhen Hauvrylenka | Union soviétique | 49 s 45    |
| 4 | Quentin Wheeler    | États-Unis       | 49 s 86    |
| 5 | José Carvalho      | Portugal         | 49 s 94    |
| 6 | Yanko Bratanov     | Bulgarie         | 50 s 03    |
| 7 | Damaso Alfonso     | Cuba             | 50 s 19    |
| 8 | Alan Pascoe        | Royaume-Uni      | 51 s 29    |

## 3 000 m steeple
| \| Rang \| Athlète \| Pays \| Temps \| \| ---- \| -------------------- \| -------------------- \| ---------------- \| \| 1 \| Anders Gärderud \| Suède \| 8 min 08 s 02 WR \| \| 2 \| Bronisław Malinowski \| Pologne \| 8 min 09 s 11 \| \| 3 \| Frank Baumgartl \| Allemagne de l'Est \| 8 min 10 s 36 \| \| 4 \| Tapio Kantanen \| Finlande \| 8 min 12 s 60 \| \| 5 \| Michael Karst \| Allemagne de l'Ouest \| 8 min 20 s 14 \| \| 6 \| Euan Robertson \| Nouvelle-Zélande \| 8 min 21 s 08 \| \| 7 \| Dan Glans \| Suède \| 8 min 21 s 53 \| \| 8 \| Antonio Campos \| Espagne \| 8 min 22 s 65 \| |                      |                      |                  |
| Rang | Athlète              | Pays                 | Temps            |
| 1 | Anders Gärderud      | Suède                | 8 min 08 s 02 WR |
| 2 | Bronisław Malinowski | Pologne              | 8 min 09 s 11    |
| 3 | Frank Baumgartl      | Allemagne de l'Est   | 8 min 10 s 36    |
| 4 | Tapio Kantanen       | Finlande             | 8 min 12 s 60    |
| 5 | Michael Karst        | Allemagne de l'Ouest | 8 min 20 s 14    |
| 6 | Euan Robertson       | Nouvelle-Zélande     | 8 min 21 s 08    |
| 7 | Dan Glans            | Suède                | 8 min 21 s 53    |
| 8 | Antonio Campos       | Espagne              | 8 min 22 s 65    |

## 4 × 100 m
| Rang | Pays               | Athlètes                                                                 | Temps   |
| ---- | ------------------ | ------------------------------------------------------------------------ | ------- |
| 1    | États-Unis         | Harvey Glance Johnny Jones Millard Hampton Steve Riddick                 | 38 s 33 |
| 2    | Allemagne de l'Est | Manfred Kokot Jörg Pfeifer Klaus-Dieter Kurrat Alexander Thieme          | 38 s 66 |
| 3    | Union soviétique   | Aleksandr Aksinin Nikolay Kolesnikov Juris Silovs Valeriy Borzov         | 38 s 78 |
| 4    | Pologne            | Andrzej Świerczyński Marian Woronin Bogdan Grzejszczak Zenon Licznerski  | 38 s 83 |
| 5    | Cuba               | Francisco Gómez Alejandro Casañas Hermes Ramírez Silvio Leonard          | 39 s 01 |
| 6    | Italie             | Vincenzo Guerini Luciano Caravani Luigi Benedetti Pietro Mennea          | 39 s 08 |
| 7    | France             | Jean-Claude Amoureux Joseph Arame Lucien Sainte-Rose Dominique Chauvelot | 39 s 16 |
| 8    | Canada             | Hugh Spooner Marvin Nash Albin Dukowski Hugh Fraser                      | 39 s 47 |

| Rang | Pays                 | Athlètes                                                                   | Temps      |
| ---- | -------------------- | -------------------------------------------------------------------------- | ---------- |
| 1    | Allemagne de l'Est   | Marlies Oelsner Renate Stecher Carla Bodendorf Bärbel Eckert               | 42 s 55 OR |
| 2    | Allemagne de l'Ouest | Elvira Possekel Inge Helten Annegret Richter Annegret Kroniger             | 42 s 59    |
| 3    | Union soviétique     | Tatyana Prorochenko Ludmila Maslakova Nadezhda Besfamilnaya Vera Anisimova | 43 s 09    |
| 4    | Canada               | Margaret Howe Patty Loverock Joanne McTaggart Marjorie Bailey              | 43 s 17    |
| 5    | Australie            | Barbara Wilson Debbie Wells Denise Robertson Raelene Boyle                 | 43 s 18    |
| 6    | Jamaïque             | Leleith Hodges Rosie Allwood Carol Cummings Jacqueline Pusey               | 43 s 24    |
| 7    | États-Unis           | Martha Watson Evelyn Ashford Debra Armstrong Chandra Cheeseborough         | 43 s 35    |
| 8    | Royaume-Uni          | Wendy Clarke Denise Ramsden Sharon Colyear Andrea Lynch                    | 43 s 79    |

## 4 × 400 m
| Rang | Pays                 | Athlètes                                                         | Temps         |
| ---- | -------------------- | ---------------------------------------------------------------- | ------------- |
| 1    | États-Unis           | Herman Frazier Benjamin Brown Fred Newhouse Maxie Parks          | 2 min 58 s 65 |
| 2    | Pologne              | Ryszard Podlas Jan Werner Zbigniew Jaremski Jerzy Pietrzyk       | 3 min 01 s 43 |
| 3    | Allemagne de l'Ouest | Franz-Peter Hofmeister Lothar Krieg Harald Schmid Bernd Herrmann | 3 min 01 s 98 |
| 4    | Canada               | Ian Seale Don Domansky Leighton Hope Brian Saunders              | 3 min 02 s 64 |
| 5    | Jamaïque             | Leighton Priestley Donald Quarrie Colin Bradford Seymour Newman  | 3 min 02 s 84 |
| 6    | Trinité-et-Tobago    | Mike Solomon Horace Tuitt Joseph Coombs Charles Joseph           | 3 min 03 s 46 |
| 7    | Cuba                 | Eddy Gutiérrez Damaso Alfonso Carlos Álvarez Alberto Juantorena  | 3 min 03 s 81 |
| 8    | Finlande             | Hannu Mäkelä Ossi Karttunen Stig Lönnqvist Markku Kukkoaho       | 3 min 06 s 51 |

| Rang | Pays                 | Athlètes                                                           | Temps            |
| ---- | -------------------- | ------------------------------------------------------------------ | ---------------- |
| 1    | Allemagne de l'Est   | Doris Maletzki Brigitte Rohde Ellen Streidt Christina Brehmer      | 3 min 19 s 23 WR |
| 2    | États-Unis           | Debra Sapenter Sheila Ingram Pamela Jiles Rosalyn Bryant           | 3 min 22 s 81    |
| 3    | Union soviétique     | Inta Kļimoviča Lyudmila Aksenova Natalia Sokolova Nadezhda Ilyina  | 3 min 24 s 24    |
| 4    | Australie            | Judy Canty Verna Burnard Charlene Rendina Beth Nail                | 3 min 25 s 56    |
| 5    | Allemagne de l'Ouest | Claudia Steger Dagmar Fuhrmann Elke Barth Rita Wilden              | 3 min 25 s 71    |
| 6    | Finlande             | Marika Lindholm Pirjo Häggman Mona-Lisa Pursiainen Riitta Salin    | 3 min 25 s 87    |
| 7    | Royaume-Uni          | Liz Barnes Gladys Taylor Verona Elder Donna Murray                 | 3 min 28 s 01    |
| 8    | Canada               | Margaret Stride Joyce Yakubowich Rachelle Campbell Yvonne Saunders | 3 min 28 s 91    |

## 20 km marche
| \| Rang \| Athlète \| Pays \| Temps \| \| ---- \| ---------------------- \| ------------------ \| -------------------- \| \| 1 \| Daniel Bautista \| Mexique \| 1 h 24 min 40 s 6 OR \| \| 2 \| Hans-Georg Reimann \| Allemagne de l'Est \| 1 h 25 min 13 s 8 \| \| 3 \| Peter Frenkel \| Allemagne de l'Est \| 1 h 25 min 29 s 4 \| \| 4 \| Karl-Heinz Stadtmüller \| Allemagne de l'Est \| 1 h 26 min 50 s 6 \| \| 5 \| Raúl González \| Mexique \| 1 h 28 min 18 s 2 \| \| 6 \| Armando Zambaldo \| Italie \| 1 h 28 min 25 s 2 \| \| 7 \| Volodymyr Holubnychy \| Union soviétique \| 1 h 29 min 24 s 6 \| \| 8 \| Vittorio Visini \| Italie \| 1 h 29 min 31 s 6 \| |                        |                    |                      |
| Rang | Athlète                | Pays               | Temps                |
| 1 | Daniel Bautista        | Mexique            | 1 h 24 min 40 s 6 OR |
| 2 | Hans-Georg Reimann     | Allemagne de l'Est | 1 h 25 min 13 s 8    |
| 3 | Peter Frenkel          | Allemagne de l'Est | 1 h 25 min 29 s 4    |
| 4 | Karl-Heinz Stadtmüller | Allemagne de l'Est | 1 h 26 min 50 s 6    |
| 5 | Raúl González          | Mexique            | 1 h 28 min 18 s 2    |
| 6 | Armando Zambaldo       | Italie             | 1 h 28 min 25 s 2    |
| 7 | Volodymyr Holubnychy   | Union soviétique   | 1 h 29 min 24 s 6    |
| 8 | Vittorio Visini        | Italie             | 1 h 29 min 31 s 6    |

## Saut en hauteur
| Rang | Athlète          | Pays               | Marque    |
| ---- | ---------------- | ------------------ | --------- |
| 1    | Jacek Wszoła     | Pologne            | 2,25 m OR |
| 2    | Greg Joy         | Canada             | 2,23 m    |
| 3    | Dwight Stones    | États-Unis         | 2,21 m    |
| 4    | Sergey Budalov   | Union soviétique   | 2,21 m    |
| 5    | Serhiy Senyukov  | Union soviétique   | 2,18 m    |
| 6    | Rodolfo Bergamo  | Italie             | 2,18 m    |
| 7    | Rolf Beilschmidt | Allemagne de l'Est | 2,18 m    |
| 8    | Jesper Tørring   | Danemark           | 2,18 m    |

| Rang | Athlète             | Pays               | Marque    |
| ---- | ------------------- | ------------------ | --------- |
| 1    | Rosemarie Ackermann | Allemagne de l'Est | 1,93 m OR |
| 2    | Sara Simeoni        | Italie             | 1,91 m    |
| 3    | Yordanka Blagoeva   | Bulgarie           | 1,91 m    |
| 4    | Mária Mračnová      | Tchécoslovaquie    | 1,89 m    |
| 5    | Joni Huntley        | États-Unis         | 1,89 m    |
| 6    | Tatyana Shlyakhto   | Union soviétique   | 1,87 m    |
| 7    | Annette Tånnander   | Suède              | 1,87 m    |
| 8    | Cornelia Popa       | Roumanie           | 1,87 m    |

## Saut à la perche
| \| Rang \| Athlète \| Pays \| Marque \| \| ---- \| ------------------ \| ---------- \| --------- \| \| 1 \| Tadeusz Ślusarski \| Pologne \| 5,50 m OR \| \| 2 \| Antti Kalliomäki \| Finlande \| 5,50 m OR \| \| 3 \| David Roberts \| États-Unis \| 5,50 m OR \| \| 4 \| Patrick Abada \| France \| 5,45 m \| \| 5 \| Wojciech Buciarski \| Pologne \| 5,45 m \| \| 6 \| Earl Bell \| États-Unis \| 5,45 m \| \| 7 \| Jean-Michel Bellot \| France \| 5,40 m \| \| 8 \| Itsuo Takanezawa \| Japon \| 5,40 m \| |                    |            |           |
| Rang | Athlète            | Pays       | Marque    |
| 1 | Tadeusz Ślusarski  | Pologne    | 5,50 m OR |
| 2 | Antti Kalliomäki   | Finlande   | 5,50 m OR |
| 3 | David Roberts      | États-Unis | 5,50 m OR |
| 4 | Patrick Abada      | France     | 5,45 m    |
| 5 | Wojciech Buciarski | Pologne    | 5,45 m    |
| 6 | Earl Bell          | États-Unis | 5,45 m    |
| 7 | Jean-Michel Bellot | France     | 5,40 m    |
| 8 | Itsuo Takanezawa   | Japon      | 5,40 m    |

## Saut en longueur
| Rang | Athlète                 | Pays                 | Marque |
| ---- | ----------------------- | -------------------- | ------ |
| 1    | Arnie Robinson          | États-Unis           | 8,35 m |
| 2    | Randy Williams          | États-Unis           | 8,11 m |
| 3    | Frank Wartenberg        | Allemagne de l'Est   | 8,02 m |
| 4    | Jacques Rousseau        | France               | 8,00 m |
| 5    | João Carlos de Oliveira | Brésil               | 8,00 m |
| 6    | Nenad Stekić            | Yougoslavie          | 7,89 m |
| 7    | Valeriy Podluzhniy      | Union soviétique     | 7,88 m |
| 8    | Hans Baumgartner        | Allemagne de l'Ouest | 7,84 m |

| Rang | Athlète           | Pays               | Marque |
| ---- | ----------------- | ------------------ | ------ |
| 1    | Angela Voigt      | Allemagne de l'Est | 6,72 m |
| 2    | Kathy McMillan    | États-Unis         | 6,66 m |
| 3    | Lidya Alfyeyeva   | Union soviétique   | 6,60 m |
| 4    | Sigrun Siegl      | Allemagne de l'Est | 6,59 m |
| 5    | Ildikó Szabó      | Hongrie            | 6,57 m |
| 6    | Jarmila Nygrýnová | Tchécoslovaquie    | 6,54 m |
| 7    | Heidemarie Wycisk | Allemagne de l'Est | 6,39 m |
| 8    | Elena Vintila     | Roumanie           | 6,38 m |

## Triple saut
| \| Rang \| Athlète \| Pays \| Marque \| \| ---- \| ----------------------- \| -------------------- \| ------- \| \| 1 \| Viktor Saneïev \| Union soviétique \| 17,29 m \| \| 2 \| James Butts \| États-Unis \| 17,18 m \| \| 3 \| João Carlos de Oliveira \| Brésil \| 16,90 m \| \| 4 \| Pedro Pérez \| Cuba \| 16,81 m \| \| 5 \| Tommy Haynes \| États-Unis \| 16,78 m \| \| 6 \| Wolfgang Kolmsee \| Allemagne de l'Ouest \| 16,68 m \| \| 7 \| Eugeniusz Biskupski \| Pologne \| 16,49 m \| \| 8 \| Carol Corbu \| Roumanie \| 16,43 m \| |                         |                      |         |
| Rang | Athlète                 | Pays                 | Marque  |
| 1 | Viktor Saneïev          | Union soviétique     | 17,29 m |
| 2 | James Butts             | États-Unis           | 17,18 m |
| 3 | João Carlos de Oliveira | Brésil               | 16,90 m |
| 4 | Pedro Pérez             | Cuba                 | 16,81 m |
| 5 | Tommy Haynes            | États-Unis           | 16,78 m |
| 6 | Wolfgang Kolmsee        | Allemagne de l'Ouest | 16,68 m |
| 7 | Eugeniusz Biskupski     | Pologne              | 16,49 m |
| 8 | Carol Corbu             | Roumanie             | 16,43 m |

## Lancer du poids
| Rang | Athlète               | Pays               | Marque  |
| ---- | --------------------- | ------------------ | ------- |
| 1    | Udo Beyer             | Allemagne de l'Est | 21,05 m |
| 2    | Yevgeniy Mironov      | Union soviétique   | 21,03 m |
| 3    | Aleksandr Baryshnikov | Union soviétique   | 21,00 m |
| 4    | Al Feuerbach          | États-Unis         | 20,55 m |
| 5    | Hans-Peter Gies       | Allemagne de l'Est | 20,47 m |
| 6    | Geoff Capes           | Royaume-Uni        | 20,36 m |
| 7    | George Woods          | États-Unis         | 20,26 m |
| 8    | Hans Höglund          | Suède              | 20,17 m |

| Rang | Athlète            | Pays                 | Marque     |
| ---- | ------------------ | -------------------- | ---------- |
| 1    | Ivanka Hristova    | Bulgarie             | 21,16 m OR |
| 2    | Nadezhda Chizhova  | Union soviétique     | 20,96 m    |
| 3    | Helena Fibingerová | Tchécoslovaquie      | 20,67 m    |
| 4    | Marianne Adam      | Allemagne de l'Est   | 20,55 m    |
| 5    | Ilona Schoknecht   | Allemagne de l'Est   | 20,54 m    |
| 6    | Margitta Droese    | Allemagne de l'Est   | 19,79 m    |
| 7    | Eva Wilms          | Allemagne de l'Ouest | 19,29 m    |
| 8    | Elena Stoyanova    | Bulgarie             | 18,89 m    |

## Lancer du disque
| Rang | Athlète           | Pays               | Marque  |
| ---- | ----------------- | ------------------ | ------- |
| 1    | Mac Wilkins       | États-Unis         | 67,50 m |
| 2    | Wolfgang Schmidt  | Allemagne de l'Est | 66,22 m |
| 3    | John Powell       | États-Unis         | 65,70 m |
| 4    | Norbert Thiede    | Allemagne de l'Est | 64,30 m |
| 5    | Siegfried Pachale | Allemagne de l'Est | 64,24 m |
| 6    | Pentti Kahma      | Finlande           | 63,12 m |
| 7    | Knut Hjeltnes     | Norvège            | 63,06 m |
| 8    | Jay Silvester     | États-Unis         | 61,98 m |

| Rang | Athlète            | Pays               | Marque     |
| ---- | ------------------ | ------------------ | ---------- |
| 1    | Evelin Schlaak     | Allemagne de l'Est | 69,00 m OR |
| 2    | Maria Vergova      | Bulgarie           | 67,30 m    |
| 3    | Gabriele Hinzmann  | Allemagne de l'Est | 66,84 m    |
| 4    | Faina Melnik       | Union soviétique   | 66,40 m    |
| 5    | Sabine Engel       | Allemagne de l'Est | 65,88 m    |
| 6    | Argentina Menis    | Roumanie           | 65,38 m    |
| 7    | Maria Betancourt   | Cuba               | 63,86 m    |
| 8    | Natalya Gorbachova | Union soviétique   | 63,46 m    |

## Lancer du marteau
| \| Rang \| Athlète \| Pays \| Marque \| \| ---- \| ------------------- \| -------------------- \| ---------- \| \| 1 \| Youri Sedykh \| Union soviétique \| 77,52 m OR \| \| 2 \| Aleksey Spiridonov \| Union soviétique \| 76,08 m \| \| 3 \| Anatoly Bondarchuck \| Union soviétique \| 75,48 m \| \| 4 \| Karl-Hans Riehm \| Allemagne de l'Ouest \| 75,46 m \| \| 5 \| Walter Schmidt \| Allemagne de l'Ouest \| 74,72 m \| \| 6 \| Jochen Sachse \| Allemagne de l'Est \| 74,30 m \| \| 7 \| Chris Black \| Royaume-Uni \| 73,18 m \| \| 8 \| Edwin Klein \| Allemagne de l'Ouest \| 71,34 m \| |                     |                      |            |
| Rang | Athlète             | Pays                 | Marque     |
| 1 | Youri Sedykh        | Union soviétique     | 77,52 m OR |
| 2 | Aleksey Spiridonov  | Union soviétique     | 76,08 m    |
| 3 | Anatoly Bondarchuck | Union soviétique     | 75,48 m    |
| 4 | Karl-Hans Riehm     | Allemagne de l'Ouest | 75,46 m    |
| 5 | Walter Schmidt      | Allemagne de l'Ouest | 74,72 m    |
| 6 | Jochen Sachse       | Allemagne de l'Est   | 74,30 m    |
| 7 | Chris Black         | Royaume-Uni          | 73,18 m    |
| 8 | Edwin Klein         | Allemagne de l'Ouest | 71,34 m    |

## Lancer du javelot
| Rang | Athlète          | Pays             | Marque     |
| ---- | ---------------- | ---------------- | ---------- |
| 1    | Miklós Németh    | Hongrie          | 94,58 m WR |
| 2    | Hannu Siitonen   | Finlande         | 87,92 m    |
| 3    | Gheorghe Megelea | Roumanie         | 87,16 m    |
| 4    | Piotr Bielczyk   | Pologne          | 86,50 m    |
| 5    | Sam Colson       | États-Unis       | 86,16 m    |
| 6    | Vasyl Yershov    | Union soviétique | 85,26 m    |
| 7    | Seppo Hovinen    | Finlande         | 84,26 m    |
| 8    | Jānis Lūsis      | Union soviétique | 80,26 m    |

| Rang | Athlète             | Pays                 | Marque     |
| ---- | ------------------- | -------------------- | ---------- |
| 1    | Ruth Fuchs          | Allemagne de l'Est   | 65,94 m OR |
| 2    | Marion Becker       | Allemagne de l'Ouest | 64,70 m    |
| 3    | Kate Schmidt        | États-Unis           | 63,96 m    |
| 4    | Jacqueline Todten   | Allemagne de l'Est   | 63,84 m    |
| 5    | Sabine Sebrowski    | Allemagne de l'Est   | 63,08 m    |
| 6    | Svetlana Babich     | Union soviétique     | 59,42 m    |
| 7    | Nadezhda Yakubovich | Union soviétique     | 59,16 m    |
| 8    | Karin Smith         | États-Unis           | 57,50 m    |

## Décathlon / Pentathlon
| Rang | Athlète           | Pays                 | Points   |
| ---- | ----------------- | -------------------- | -------- |
| 1    | Bruce Jenner      | États-Unis           | 8 618 WR |
| 2    | Guido Kratschmer  | Allemagne de l'Ouest | 8 411    |
| 3    | Mykola Avilov     | Union soviétique     | 8 369    |
| 4    | Raimo Pihl        | Suède                | 8 218    |
| 5    | Ryszard Skowronek | Pologne              | 8 113    |
| 6    | Siegfried Stark   | Allemagne de l'Est   | 8 048    |
| 7    | Leonid Lytvynenko | Union soviétique     | 8 025    |
| 8    | Lennart Hedmark   | Suède                | 7 974    |

| Rang | Athlète             | Pays               | Points |
| ---- | ------------------- | ------------------ | ------ |
| 1    | Sigrun Siegl        | Allemagne de l'Est | 4 745  |
| 2    | Christine Laser     | Allemagne de l'Est | 4 745  |
| 3    | Burglinde Pollak    | Allemagne de l'Est | 4 740  |
| 4    | Lyudmila Popovskaya | Union soviétique   | 4 700  |
| 5    | Nadiya Tkachenko    | Union soviétique   | 4 669  |
| 6    | Diane Jones         | Canada             | 4 582  |
| 7    | Jane Frederick      | États-Unis         | 4 566  |
| 8    | Margit Papp         | Hongrie            | 4 535  |

## Légende
Records et Performances
- AR : Record continental (area record)
- CR : Record des championnats (championship record)
- MR : Record du meeting (meet record)
- NR : Record national (national record)
- OR : Record olympique (olympic record)
- PR : Record paralympique (paralympic record)
- PB : Record personnel (personal best)
- SB : Meilleure performance personnelle de la saison (season's best)
- WL : Meilleure performance mondiale de l'année (world leader)
- WJR : Record du monde junior (world junior record)
- WR : Record du monde (world record)

Circonstances et Conditions
- DNF : N'a pas terminé (did not finish)
- DNS : N'a pas pris le départ (did not start)
- DQ : Disqualification (disqualification)
- NM : Aucun essai valable enregistré (No Mark)
- Q : Qualifié « directement » au prochain tour (ou à la prochaine compétition), lors d'une compétition majeure, grâce au classement ou à la réalisation des minima (automatic qualifier)
- q : Qualifié au prochain tour (ou à la prochaine compétition), lors d'une compétition majeure, grâce au repêchage ou à la réalisation de l'une des meilleures performances parmi celles des « non qualifiés directement » (grâce au meilleur temps ou à la meilleure distance par exemple) (secondary qualifier)